# Midrash Tehillim

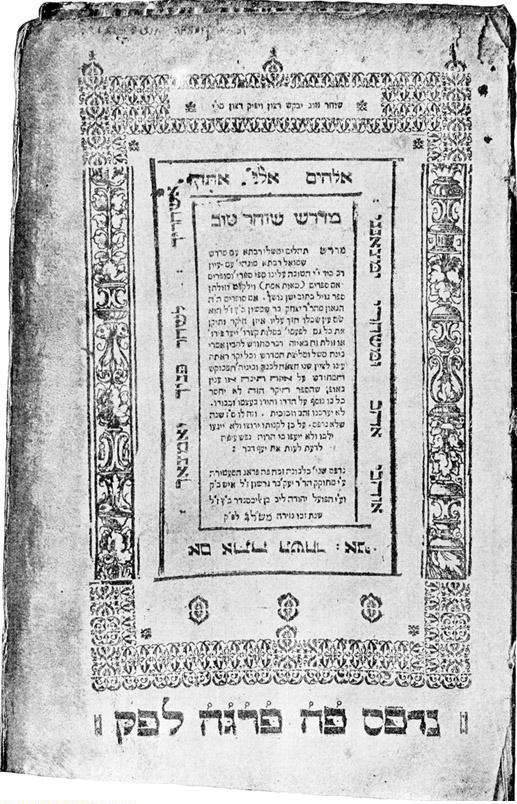
Copertina del Midrash Tehillim (Praga, 1613)

Il Midrash Tehillim (in ebraico מדרש תהלים‎?), noto anche come Midrash Shocher Tov, è un midrash aggadico sul Libro dei Salmi.
Il Midrash Tehillim può essere diviso in due parti: la prima copre i Salmi da 1 a 118, mentre la seconda copre i Salmi da 119 a 150. La prima e più antica parte ha molto materiale che risale al periodo talmudico, anche se la sua composizione finale è avvenuta tra il VII e il IX secolo d.C.. La seconda parte sembra essere stata redatta nel XIII secolo.
È conosciuta fin dall'XI secolo, quando fu citata da Nathan di Roma, da R. Isaac ben Judah ibn Ghayyat, e da Rashi, che la citò nel suo commento a I Samuele 17:49 e in molti altri passi.

## Nomi alternativi
Il midrash è stato indicato anche come:
- Aggadat Tehillim[5];
- Haggadat Tehillim[6];
- Shocher Tov.[7] Questo nome iniziò a essere usato nel XII secolo. Deriva dal versetto Proverbi 11:27[8] (in ebraico שחר טוב יבקש רצון ודרש רעה תבואנו‎?). Inoltre, l'acronimo  di "Shocher Tov" (in ebraico ש"ט‎?) è stato erroneamente esteso come "Shem Tov" o "Shem Tob", e il midrash è stato indicato con questo nome.[9]

## Paternità e composizione
Il nome del redattore e la data di redazione del vero midrash (Salmi 1-118) non possono essere determinati con certezza. L'ipotesi che sia stato redatto da Rabbi Yohanan o da Rav Simon, figlio di R. Judah ha-Nasi, non può essere suffragata. Al contrario, le prove dimostrano che il midrash non è opera di un unico redattore perché sostanzialmente gli stessi aggadot appaiono in forme diverse in passi diversi.
Si è detto che la data di redazione del midrash non può essere determinata. Le raccolte aggadiche sui Salmi furono realizzate molto presto e sono menzionate più volte nei Talmudim e in Genesi Rabbah. Tuttavia, non si può presumere che le raccolte aggadiche sui Salmi siano identiche all'attuale Midrash Tehillim, poiché quest'ultimo contiene molti elementi di data posteriore.
Non si può nemmeno negare che molto materiale di queste antiche raccolte sia incluso nell'attuale midrash. Si deve quindi supporre che parti delle vecchie raccolte siano state conservate tra gli aggadisti successivi. Poi, quando fu intrapreso un midrash sui Salmi insieme agli altri midrashim, furono raccolte omelie e commenti su singoli versetti dalle fonti più disparate e furono disposti insieme al materiale aggadico preesistente sui Salmi, seguendo la sequenza dei Salmi stessi. Nel corso del tempo questa raccolta è stata completata e ampliata dalle aggiunte di varie raccolte e redattori, finché il Midrash Tehillim ha assunto la sua forma attuale.
Zunz ne assegna il completamento definitivo agli ultimi secoli del periodo dei Geonim, senza cercare di determinare una data esatta. La sua ipotesi secondo cui il midrash fu scritto in Italia non può essere accettata. L'opera fu redatta in Palestina, come risulta dalla lingua, dallo stile e dal modo di interpretare gli aggadici. Quasi tutti gli amoraim citati sono rabbini palestinesi e i pochi amoraim babilonesi a cui si fa riferimento (ad esempio, R. Ḥida) sono citati anche nello Yerushalmi.

## Datazione
Il Midrash è talvolta datato tra il 1.000 e il 1.200 a.C.

## Contenuto
Il midrash contiene omelie sui Salmi e commenti verso per verso e persino su singole parole.
Le omelie sono di norma introdotte con la formula "come dice la Scrittura". Solo in pochi casi sono introdotte, come negli altri midrashim, con la formula "Rabbi N. N. ha iniziato il discorso", oppure "Rabbi N. N. spiega il passo biblico". Tra i commenti ai singoli versetti ve ne sono molti che si basano sulla differenza tra Qere e Ketiv, così come sulle varianti ortografiche delle parole (vocali e semivocali piene e difettive). Molte parole, inoltre, sono spiegate in base al valore numerico delle lettere (gematria), attraverso l'analisi delle loro parti componenti (Noṭariḳon) o mediante la sostituzione di altre vocali (al-tiḳri). Il midrash è incline a interpretare i numeri, contribuendo così a importanti osservazioni sul numero dei Salmi e delle sezioni del Pentateuco, così come sul numero dei versetti in vari Salmi. Per questa via, enumera 175 sezioni del Pentateuco, 147 salmi, e nove versetti in Salmi 20.
Il midrash contiene una serie di storie, leggende, parabole, proverbi e frasi, con molte massime etiche e halakhiche. Tra le storie degne di nota vi sono quella di Romolo e Remo ai quali Dio inviò una lupa da allattare[16] e la leggenda dell'imperatore Adriano, che desiderava misurare la profondità del Mare Adriatico.
Tra i proverbi che si trovano solo in questo midrash ci sono:
- "I muri hanno orecchie", per dire che bisogna fare attenzione nel rivelare i segreti anche in una stanza chiusa a chiave[21];
- "Guai al vivo che prega il morto; guai all'eroe che ha bisogno del debole; guai al vedente che chiede aiuto al cieco; e guai al secolo in cui una donna è il capo"[22].

Molte usanze possono essere ricondotte a questo midrash, ad esempio quella di non bere acqua il sabato prima di sera.

## Edizioni a stampa
Il vero midrash copre solo i Salmi da 1 a 118, e questo è tutto ciò che si trova nei manoscritti o nella prima edizione (Constantinopoli, 1512).
Nella seconda edizione (Salonicco, 1515) è stato aggiunto un supplemento che copre (con l'eccezione di due salmi) i Salmi da 119 a 150. L'autore di questo supplemento fu probabilmente R. Mattithiah Yiẓhari di Saragozza, che raccolse le aggadot sparse sui Salmi da 119 a 150 dallo Yalkut Shimoni, aggiungendo commenti propri. Poiché i Salmi 123 e 131 non sono trattati nello Yalkut Shimoni, l'autore del supplemento non ha incluso alcuna interpretazione aggadica su questi due salmi.
Salomon Buber, nella sua edizione molto completa del Midrash Tehillim, ha stampato materiale da altre fonti (i Pesiḳta Rabbati, Sifre, Numeri Rabbah e il Talmud babilonese) sotto i titoli dei Salmi 123 e 131, cosicché il midrash nella sua forma attuale copre l'intero Libro dei Salmi.
La prima traduzione in italiano è stata realizzata soltanto nel 2024, restando una significativa parte della letteratura rabbinica ancora non tradotta, secondo i rilievi del cardinale Pizzaballa.